# United States Department of the Navy
Das United States Department of the Navy (DON; deutsch Marineamt bzw. früher Marineministerium der Vereinigten Staaten) wurde durch ein Bundesgesetz am 30. April 1798 geschaffen, um für die zivile Verwaltung der US Navy und des US Marine Corps zu sorgen. Das Marineamt wird durch den Marinestaatssekretär, den Secretary of the Navy (SECNAV), geführt. Das Department of the Navy hatte bis 1947 Kabinettsrang, wurde jedoch dann im Zuge des National Security Act zusammen mit dem aus dem Kriegsministerium hervorgegangenen Department of the Army dem National Military Establishment als Vorgänger des Department of Defense (Verteidigungsministerium) untergeordnet.
Höchster militärischer Kommandeur ist der Chief of Naval Operations (CNO) für die US Navy und der Commandant (CMC) für das US Marine Corps. Beide sind nicht dem Secretary of the Navy, sondern dem Vorsitzenden der Vereinigten Stabschefs unterstellt (Chairman of the Joint Chiefs of Staff).

## Auftrag
Das Marineministerium ist für die Anwerbung zivilen und militärischen Personal und für die Organisation, Beschaffung, Ausrüstung, Ausbildung und Mobilmachung der Marine und ihres Personals und Materials verantwortlich. Das Ministerium kontrolliert auch den Bau, die Erneuerung und die Reparatur aller zur Marine gehörenden Schiffe, Flugzeuge, Werkzeuge und Anlagen.

## Organisation

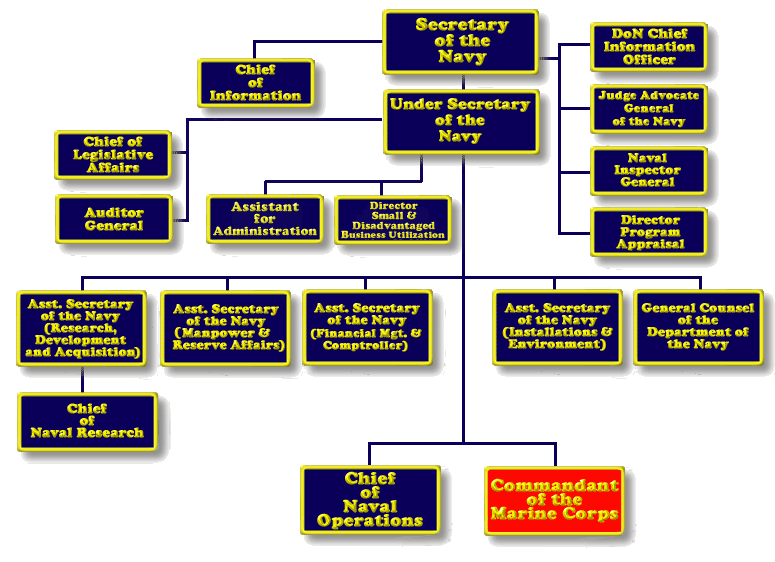
Organigramm des Marineministeriums

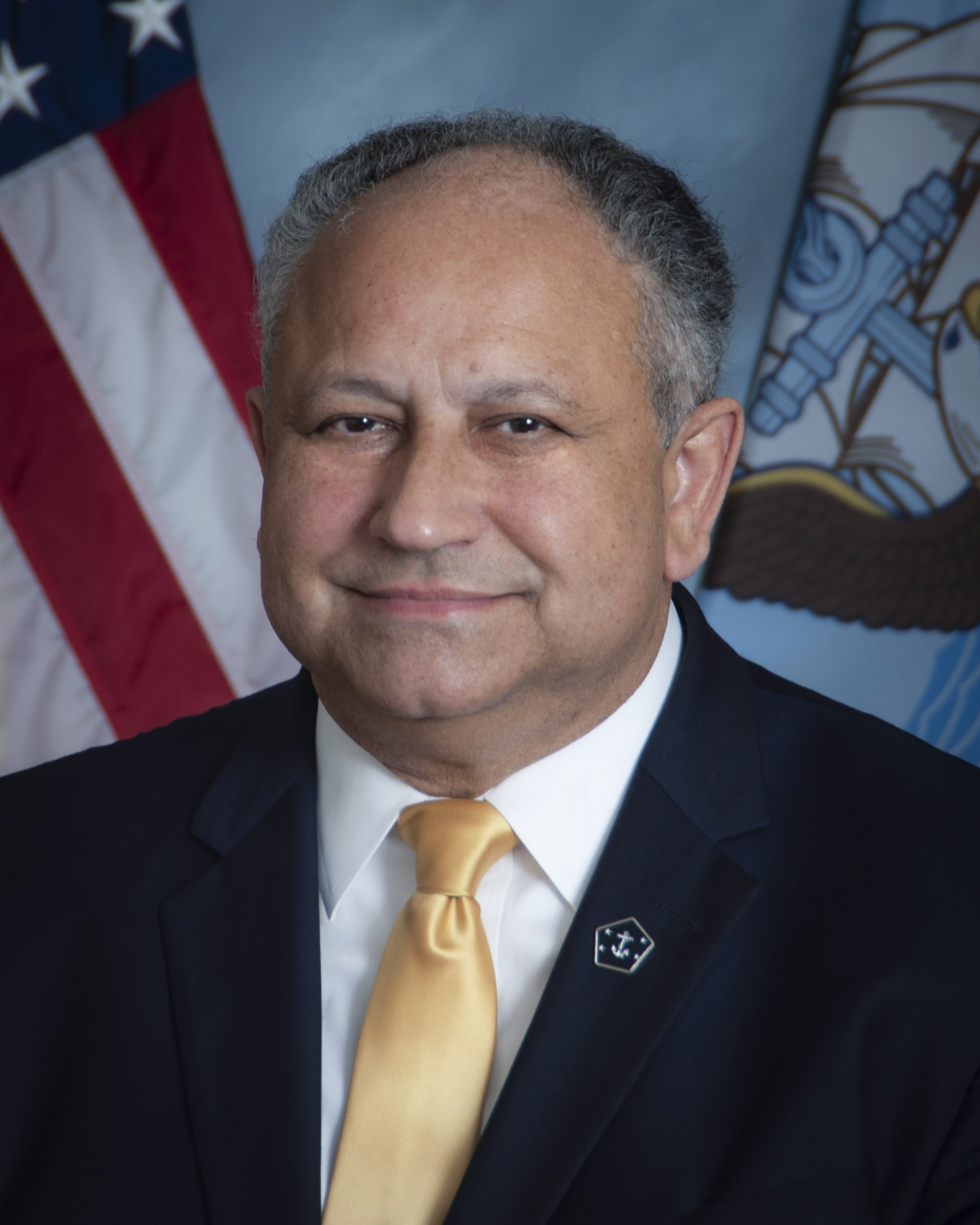
SECNAV Carlos Del Toro

## Leitung
Das Department of the Navy wird vom Secretary of the Navy Carlos Del Toro geleitet.